# Скакало
Скакало је водопад који се налази на Дивчибарама, недалеко од пута који од Мионице води ка овом туристичком месту на планини Маљен.

## O водопаду
Водопад Скакало је формиран на реци Манастирици, која извире између висова Великог брда и Орловца са једне стране и масива Краљевог стола, највишег врха Маљена са друге стране. Водопад је висок 30 м. Испод главног вертикалног водопада теку два мања која се тешком муком пробијају кроз огромне стене нагомилане једна на другу. До самог подножја водопада је могуће прићи некако, али у подножје главног и највећег водопада скоро никако у време када је пун воде.